# Camuy
La municipalité de Camuy, sur l'ile de Porto Rico (Code International : PR.CA) couvre une superficie de 121 km² et regroupe 32 827 habitants en 2020.